# مسجد عبدالله بن عمر
مسجد عبدالله بن عمر یکی از مسجدهای تاریخی استان کرمانشاه است که در شهر ریجاب از توابع شهرستان دالاهو قرار دارد و در دوران صدر اسلام بنا شده‌است. این مسجد در مرکز روستای ریجاب قدیم (ریجاب بالا) قرار دارد. بنای این مسجد مستطیل شکل بوده و از قلوه سنگ و ملاط ساخته شده‌است.
این بنا از ابنیه‌های قبل از اسلام بوده که در روزگار اسلامی به مسجد تبدیل شده‌است. محققین بنای این مسجد را به عبدالله بن عمر، فرزند خلیفهٔ دوم مسلمانان نسبت می‌دهند. محراب مسجد برخلاف تمام مساجد اسلامی از دیوار جنوبی بیرون نیامده است بلکه به وسیله گچ بری به دیوار مسجد اضافه شده و کاملاً از دیوار متمایز است.
مناره مسجد مدت‌ها بعد از بنای مسجد ساخته شده‌است. آنرا بر روی بام مسجد در زاویهٔ جنوب غربی ساخته‌اند. سبک معماری مناره شباهتی به برج‌های خاموشی عموماً و به خصوص به برج خاموشی ریجاب دارد. منبر مسجد پشت به محراب ساخته شده و از سنگ و گچ بنا گردیده‌است و دارای ۵ پله می‌باشد. ظاهراً این مسجد اگر از مسجد تاریخانه دامغان که قدیمی‌ترین مسجد ایران است، قدیمی‌تر نباشد بعید نیست مقارن با بنای آن ساخته شده باشد.
این مسجد به مرور زمان ۹۰ درصد تخریب و غیرقابل استفاده شده بود که توسط سازمان میراث فرهنگی در سال ۱۳۷۰ بازسازی شد. این اثر در تاریخ ۱۷ خرداد ۱۳۸۵ با شمارهٔ ثبت ۲۱۷۹۷ به‌عنوان یکی از آثار ملی ایران به ثبت رسیده‌است.